# Phylloceras
Phylloceras representa un género de cefalópodos amonoideos extintos y está clasificado dentro de la familia Phylloceratidae. Estos organismos nectónicos ocuparon los océanos desde el Jurásico Temprano, (Hettangiano), hasta el Cretácico Superior (Maastrichtiense), abarcando un período que se extiende desde aproximadamente 201,30 Ma hasta unos 66,043 Ma.  

## Descripción
Las conchas de las especies de Phylloceras pueden llegar a tener un diámetro de aproximadamente 8-10 centímetros , con un máximo de alrededor de 20 centímetros. Estos amonites primitivos presentaban una concha enrollada y aplanada lateralmente con una apertura regular. Eran prácticamente lisos, con una ornamentación mínima o, en su mayor parte, representada por simples líneas de crecimiento apenas perceptibles. La distintiva presencia de líneas de sutura sinuosas caracterizaba a este género, que de alguna manera recordaba las hojas de las plantas, de ahí el nombre Phylloceras, que se traduce como "hoja-cuerno".

## Distribución
Se han encontrado fósiles de especies de este género en todo el mundo, pero sus fósiles no son frecuentes en el dominio Boreal.

## Especies
Este género contiene las siguientes especies:
- Phylloceras serum  Oppel 1865
- Phylloceras asperaense  Hillebrandt 2000
- Phylloceras bakeri  Imlay 1953
- Phylloceras costatoradiatum  Geyer 1886
- Phylloceras cylindricum  Sowerby 1833
- Phylloceras doderleinianum  Catullo 1853
- Phylloceras hebertinum  Reynes 1868
- Phylloceras heterophyllum  Sowerby 1820
- Phylloceras meneghinii  Gemmellaro 1874
- Phylloceras semisulcatum  d'Orbigny 1842
- Phylloceras supraliasicum  Pompeckj 1893
- Phylloceras trifoliatum  Neumayr 1871
- Phylloceras velledae  Michelin 1834